# Орел, Лазарь Евтихиевич
Лазарь Евтихиевич Орел (укр. Лазарь Євтихиєвич Орел; 21 ноября 1909, село Демьяновка — 1974) — советский украинский учёный-правовед, специалист в области уголовно-правовых наук. Кандидат юридических наук (1967), доцент. Участник Великой Отечественной войны. Директор Харьковской юридической школы и доцент кафедры криминологии и исправительно-трудового права Харьковского юридического института.

## Биография
Ла́зарь Евти́хиевич родился 21 ноября 1909 года в селе Демьяновка (ныне входит в состав Кременчугского района Полтавской области Украины). В 1932 году поступил во Всеукраинский институт советского строительства и права, который окончил в 1935 году. После поступил в аспирантуру в этот же вуз, который к тому времени сменил название на Харьковский институт советского строительства и права. В 1939 году он окончил аспирантуру (к тому моменту вуз вновь поменял название и стал Харьковским юридическим институтом) и начал работать на кафедре уголовного права и уголовного процесса, где преподавал курс уголовного права. Одновременно с этим трудился в прокуратуре Харькова. Будучи ассистентом кафедры, в конце декабря 1940 года участвовал в научной сессии, которая была приурочена к 20-летию образования Харьковского юридического института. На этой сессии он зачитал доклад «Понятие должностного преступления в советском уголовном праве», в котором попытался дать определение понятиям «должностное преступление» и «должностное лицо» с точки зрения уголовного права.
В сентябре 1941 года был призван в ряды Красной армии, тогда же стал секретарём военного трибунала 7-й запасной стрелковой бригады, а через год — судебным секретарём по специальным делам в Уральский военный округ. В мае 1944 года Орел был включен в состав военного трибунала по войскам НКВД в Свердловской области, а спустя одиннадцать месяцев он был переведён на аналогичную должность в Ровенску область. в июле — декабре 1944 года он был заместителем председателя военного трибунала Волынской области, а затем вплоть до ноября 1945 года трудился в Упревлении военных трибуналов НКВД СССР на должности инспектора. Был демобилизован в конце октября 1945 года. Имел воинское звание капитана юстиции. Был удостоен двух медалей — «За победу над Германией в Великой Отечественной войне 1941—1945 гг.» и «Двадцать лет Победы в Великой Отечественной войне 1941—1945 гг.».
Данные о биографии Л. Е. Орла в первые годы после демобилизации разнятся. Одни источники утверждают, что он в 1945 году возглавил Харьковскую юридическую школу, и одновременно, до сентября 1946 года, продолжал работать преподавателем на кафедре уголовного права и уголовного процесса Харьковского юридического института. Другие источники говорят, что Орел продолжал работать в Харьковском юридическом институте до мая 1946 года, и стал директором Харьковской юридической школы лишь после прекращения работы в вузе. Он продолжал быть директором Харьковской юридической школы до октября 1954 года, при этом с мая того же года он совмещал эту работу с должностью прокурора Дзержинского района Харькова. В марте 1957 года Орел выступил в качестве государственного обвинителя на судебном процессе в деле о произошедших в 1950 году убийстве и ограблении Марфы Грушевской. К тому моменту он был младшим советником юстиции. В 2013 году украинские учёные-правоведы и юристы-практики составили книгу с лучшими, по их мнению, речами украинских государственных обвинителей — «Золотые страницы обвинительных речей украинских прокуроров».  В книге были опубликованы девять речей прокуроров советского периода, в число которых вошла и речь Орла на этом процессе.
В августе 1961 года он ушёл из прокуратуры, и уже в следующем месяце вернулся в Харьковский юридический институт, где занял должность старшего преподавателя. В 1966 году в Харьковском юридическом институте под научным руководством доцента Марка Бажанова успешно защитил диссертацию на соискание учёной степени кандидата юридических наук по теме «Условно-досрочное освобождение от лишения свободы по советскому уголовному праву». Его официальными оппонентами на защите диссертации были профессор Ю. М. Ткачевский и доцент П. С. Матышевский. По другим данным, в 1966 году он завершил работу над диссертацией, а в 1967 году защитил её. В 1967 году ему была присуждена соответствующая учёная степень. В этом исследовании он предложил закрепить в Основах уголовного законодательства Союза ССР и союзных республик минимальный срок наказания для отдельных категорий преступлений, который должен отбыть осуждённый до условно-досрочного освобождения. Также в диссертации Орёл предложил заменить законодательные понятия «однородное преступление» и «не менее тяжкое преступление», которые использовались в Основах для определения причин отмены условно-досрочного освобождения и являлись, в большей степени, оценочными, на более определённое «отмену условно-досрочного освобождения должно влечь совершение условно-досрочно освобождённым умышленного преступления, за которое виновное лицо осуждено к лишению свободы».
В 1966 году в Харьковском юридическом институте была образована кафедра криминологии и исправительно-трудового права, которая стала первой кафедрой подобного рода, созданной в Украинской ССР. Первые преподаватели этой кафедры были переведены из других кафедр вуза. Орел, который к тому моменту имел учёное звание доцента, был переведён на неё в числе первых пяти преподавателей (вместе с Ю. П. Зубаревым, А. П. Копейченко, З. М. Онищуком и Л. Н. Сугачевым). В 1968 году был назначен исполняющим обязанности доцента на этой кафедре, а  в следующем году утверждён в этой должности.
Лазарь Евстихиевич скончался в 1974 году.